# Esfero
Esfero (em grego: Σφαῖρος; romaniz.: Sphaerus; ca. 285 a.C. — ca. 210 a.C.) de Borístenes ou do Bósforo, foi um filósofo estoico.
Estudou primeiramente sob orientação de Zenão de Cítio, e depois por Cleantes de Assos. Lecionou em Esparta, onde serviu como conselheiro de Cleómenes III. Depois, mudou para Alexandria, provavelmente quando Cleómenes também aí se exilou em 222 a.C., onde viveu na corte de Ptolemeu IV Filópator. Esfero tinha uma considerável reputação entre os estoicos devido à precisão das suas definições.